# Sông Diêm Thủy
Diêm Thủy (tiếng Trung: 鹽水溪, Diêm Thủy khê) là một dòng sông tại miền nam Đài Loan. Trước đây, sông có tên là Tân Cảng. Diêm Thủy nằm hoàn toàn trong địa giới hành chính của Đài Nam. Sông bắt nguồn từ phần đuôi phía nam của dãy núi Trung ương và có chiều dài 41,3 km, chảy về phía tây rồi đổ ra eo biển Đài Loan.

## Phụ lưu
- Diêm Thủy：Đài Nam
  - Sài Đầu Cảng：Vĩnh Khang & Bắc khu
  - Đàm Đính（Na Bạt Lâm）：Tân Thị, Tân Hoa, Sơn Thương, Tả Trấn
  - Cốc khê：Tân Hóa & Tả Trấn
  - Vô Danh：Tân Thị, Tân Hóa, Quan Miếu
  - Băng Câu Khanh：Tân Hóa & Tân Thị
  - Thâm Khanh Tử：Tân Hóa
  - Đại Mục Hàng：Tân Hóa
  - Hứa Huyện：Vĩnh Khang, Tân Hóa, Quy Nhân, Long Khi
  - Quan Miếu：Quan Miếu, Long Khi
  - Ngũ Khám：Quan Miếu, Long Khi